# 麗思卡爾頓酒店管理集團

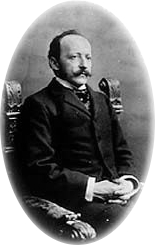
恺撒·里兹（1850-1918）

麗思·卡爾頓酒店（Ritz-Carlton）是一個经典奢华级别酒店及度假村品牌，为万豪国际的旗舰酒店品牌，其标志为一只狮子，現時擁有超過85個酒店物業，分布在29個國家的主要城市。麗思卡爾頓酒店由附屬於萬豪國際酒店集團的麗思卡爾頓酒店公司（Ritz-Carlton Hotel Company）管理，總部設於美國馬里蘭州，靠近華盛頓特區。
该品牌的中文名称包括“丽嘉”、“丽嘉登”、“丽兹·卡尔顿”、“丽思·卡尔顿”等，后统一为丽思·卡尔顿。
该品牌含有一衍生品牌：万豪国际旗下特色奢华级别酒店品牌丽思卡尔顿隐世。

## 歷史
第一家麗思卡爾頓酒店于1927年在波士顿建立（該酒店已經出售给泰姬陵酒店度假村管理公司）。
麗思卡爾頓酒店管理集團還在美國及其周邊地區提供部分房屋所有权的服務，將之命名為麗思卡爾頓俱樂部。這些不動產位于科羅拉多、維京群島以及舊金山。1998年，万豪酒店国际集团收购了丽思卡尔顿酒店集团公司的全部股份，麗思卡爾頓酒店成爲万豪酒店国际集团下屬品牌。

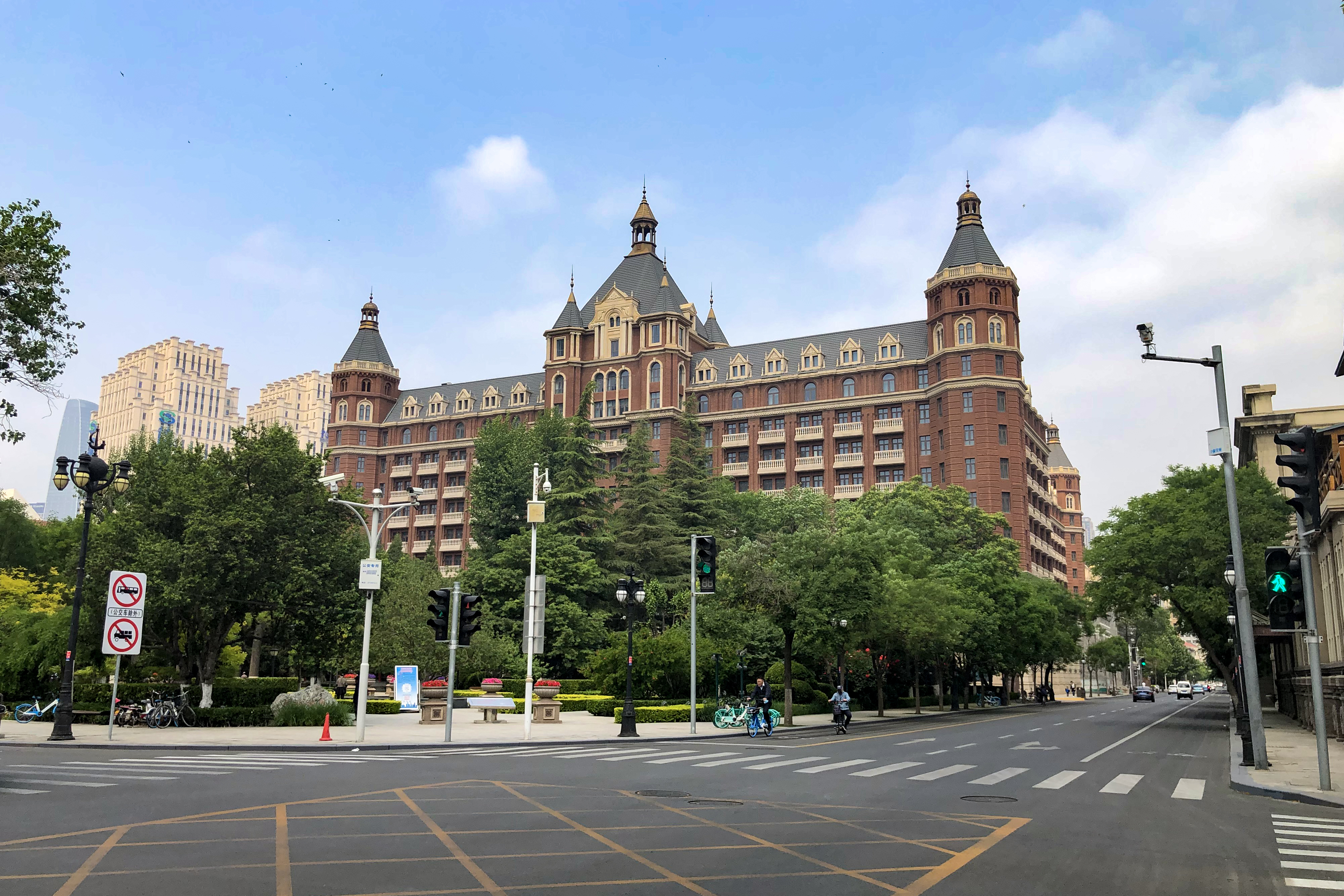
2013年10月18日启用的天津丽思卡尔顿酒店

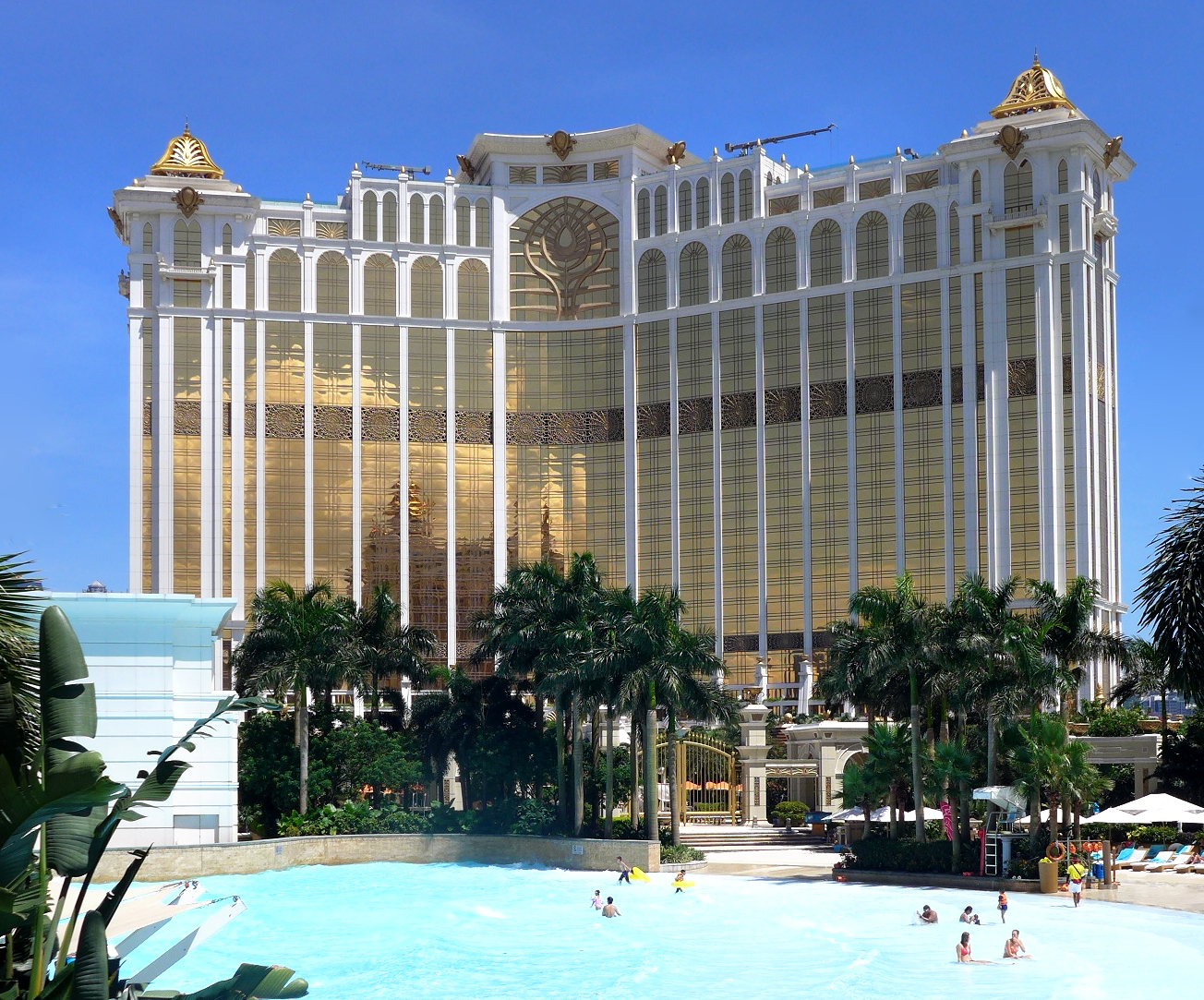
澳門麗思卡爾頓酒店

## 世界最高酒店

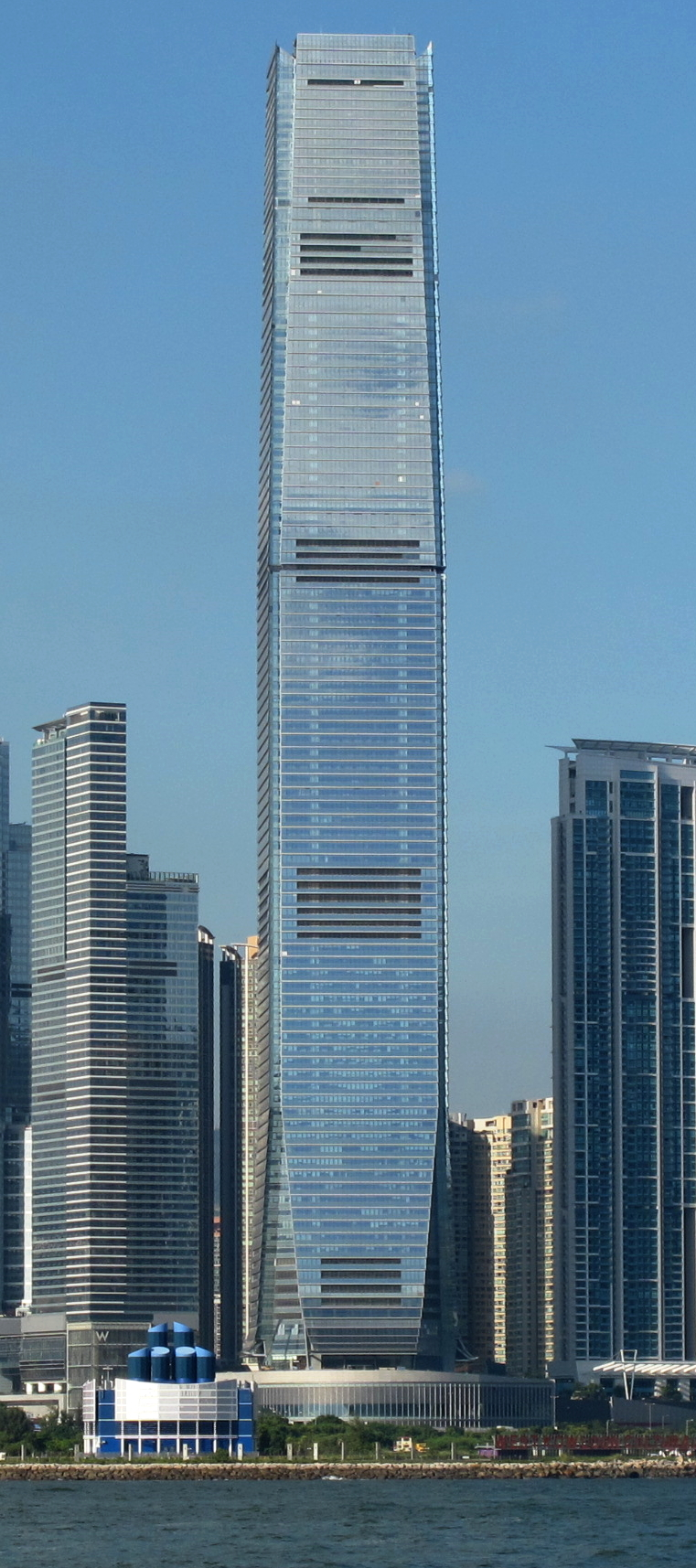
香港麗思卡爾頓酒店位於環球貿易廣場的最頂15樓層

2011年3月開業的香港麗思卡爾頓酒店，位于九龍環球貿易廣場102-118層，是世界上最高的豪華酒店。取代了位于中國上海的环球金融中心由凱悅酒店管理集團管理的柏悅酒店所擁有的稱號。
2021年6月19日J酒店上海中心開業，該酒店位于“中國第一，世界第二高楼”上海中心大厦的高区，其最高楼层位于120层，垂直高度超过556米，是全球垂直高度最高的豪華酒店。取代了2011年2月開業的香港香港麗思卡爾頓酒店世界最高豪華酒店的榮譽稱號。

## 亞洲最佳雇主

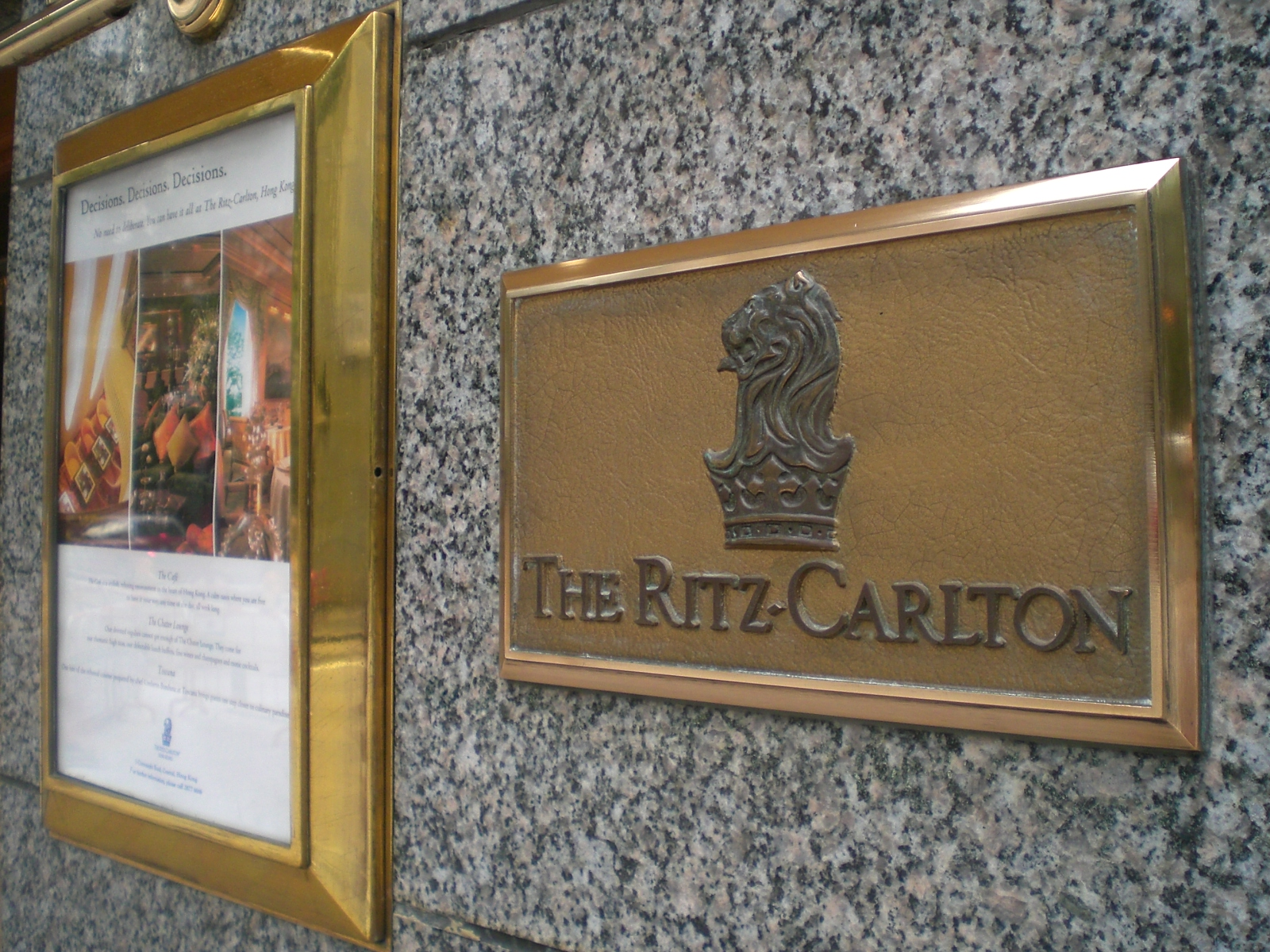
香港麗嘉酒店的集團標誌

上海波特曼麗嘉酒店（现名上海波特曼丽思卡尔顿酒店）分別與2001年和2003年獲得過由翰威特咨询公司所分析的亞洲最佳雇主稱號。香港麗嘉酒店曾于2007年該機構的研究報告中獲得第三名。新加坡丽嘉登美年大酒店在此研究中獲得的最好成績是2001年的第三名。

## 大中华地区酒店一览
哈尔滨富力丽思卡尔顿酒店 - 哈尔滨市道里区友谊西路660号
北京金融街丽思卡尔顿酒店 - 北京市西城区金城坊街2号
北京丽思卡尔顿酒店(华贸中心) - 北京市朝阳区建国路83号
天津丽思卡尔顿酒店 - 天津市和平区大沽北路167号
西安丽思卡尔顿酒店 - 西安市雁塔区科技二路50号
成都富力丽思卡尔顿酒店 - 成都市青羊区顺城大街269号
南京丽思卡尔顿酒店 - 南京市玄武区中山路18号
深圳星河丽思卡尔顿酒店 - 深圳市福田区福华三路116号
广州富力丽思卡尔顿酒店 - 广州市天河区珠江新城兴安路3号
上海浦东丽思卡尔顿酒店 - 上海市浦东新区陆家嘴世纪大道8号
上海波特曼丽思卡尔顿酒店 - 上海市静安区南京西路1376号
海口丽思卡尔顿酒店 - 海口市龙华区羊山大道39号
三亚亚龙湾丽思卡尔顿酒店 - 三亚市吉阳区青梅路2号
乌鲁木齐华美胜地丽思卡尔顿酒店（预计2026年开业）- 乌鲁木齐市水磨沟区会展大道红光山路
澳门丽思卡尔顿酒店 - 澳门路凼城澳门银河综合度假城
香港丽思卡尔顿酒店 - 香港油尖旺区九龙柯士甸道西1号
苏州丽思卡尔顿酒店 - 苏州姑苏区广济南路369号
日赛谷丽思卡尔顿隐世酒店 - 阿坝藏族羌族自治州九寨沟县漳扎镇茶沟26号
武汉丽思卡尔顿酒店 - （预计2025年底开业）武汉越秀国际金融汇T5写字楼（46-59层）
青岛丽思卡尔顿酒店 - （预计2026年开业）青岛深蓝中心香港西路86号

## 衛生問題
2018年11月份央視報導在網上熱議的一位匿名人士秘密臥底檢查中國大陸外资酒店視頻，质疑酒店的卫生乱象。被曝光的14間五星級酒店均發現客房清洁員使用同一块脏抹布、顾客用过的脏浴巾等擦拭洗漱杯、马桶、洗手台、浴室玻璃等严重违规行为。
而在被舉發的14間酒店中，上海浦东麗思卡爾頓酒店赫然在列。11月15日上午，麗思卡爾頓通过官方微博回应，认为视频无法代表日常营运水准，并向公众道歉，同时承諾加强员工培训及卫生抽查力度。 另文化和旅游部已經对被曝光的饭店展開調查。

## 外部連結
- 麗思卡爾頓酒店官方網頁（页面存档备份，存于）